# 五郎兵衛新田村
五郎兵衛新田村（ごろべえしんでんむら）は長野県北佐久郡にあった村。現在の佐久市甲にあたる。

## 地理
- 河川：布施川

## 歴史
- 1626年（寛永3年）12月 - 上野国甘楽郡の武田氏遺臣市川五郎兵衛が小諸藩主松平忠憲から開発許可状を受け、矢島ヶ原の新田開発に着手。
- 1631年（寛永7年） - 五郎兵衛新田堰が完成。
- 1701年（元禄14年） - 幕府領となる。
- 1889年（明治22年）4月1日 - 町村制の施行により、近世以来の五郎兵衛新田村が単独で自治体を形成。

## 交通

### 鉄道路線
現在は旧村域を北陸新幹線が通過するが（御牧原トンネル）、当時は未開通。

### 道路
- 国道142号
- 中山道